# Montague Phillips
Montague Fawcett Phillips (* 13. November 1885 in London; † 4. Januar 1969 in Esher (Surrey)) war ein britischer Komponist leichter klassischer Musik und Lieder, darunter die beliebte Operette The Rebel Maid von 1921.

## Leben und Werk
Montague Phillips studierte bei Frederick Corder an der Royal Academy of Music in London. Er machte sich insbesondere mit Werken leichteren Stils bekannt.
Er schrieb die heitere Oper The Rebel Maid (London 1921), zwei Klavierkonzerte, die Phantasy für Violine und Orchester, diverse Orchesterwerke darunter In Praise of my Country (1944).
Montague Phillips war mit der Sängerin Clara Butterworth verheiratet.